# Хрустальный завод имени Калинина
Хруста́льный заво́д и́мени Кали́нина — предприятие стекольной промышленности в Бутырском районе Москвы, существовавшее с 1865 по 2000 год. Производство было организовано Жозефом Дютфуа для удовлетворения потребности первой в России полноценной парфюмерной фабрики, основанной им в 1843 году совместно с Альфонсом Ралле. В 1917 году в ходе революционных волнений завод серьёзно пострадал, производство было прекращено и возобновилось только к 1924 году. После распада СССР предприятие испытывало экономические трудности, что принудило его в 1993 году создать совместное производство с французской парфюмерной компанией «Comptoir de Parfum». Однако это не спасло ситуацию, и к 2000 году завод прекратил производство. С 2009 года на территории завода располагается торгово-офисный центр «Дизайн-завод „Флакон“».

## История

### В Российской империи
История хрустально-стекольного предприятия непосредственно связана с парфюмерной фабрикой Альфонса Ралле. В 1841 году в Москву приехали два французских купца — 22-летний Альфонс Ралле (фр. Alphonse Rallet, Альфонс Антонович Ралле), и 19-летний Жозеф Фредерик Дютфуа (фр. Joseph Frédéric Dutfoy, Жозеф Фёдорович Дюфтуа). В 1843 году они основали парфюмерную фабрику «А. Ралле и Ко» (фр. A. Rallet et Cie), ставшую первым полноценным парфюмерным производством в России: прежде неё существовали только «помадные заведения» и лаборатории при аптеках, выпускавшие спиртовые эссенции, косметические мази и кремы.
Небольшое производство с одной паровой машиной и 40 рабочими начало выпуск дорогостоящей косметики из французского сырья по рецептам иностранных парфюмеров. Продукция Ралле пользовалась популярностью: фабрика стала «Торговым домом А. Ралле», расширилась до 22 строений в Тёплом переулке Хамовной слободы, а в 1855 году получила звание поставщика Двора Его Императорского Величества. В то время Дюфтуа находился в Харькове: в 1853 году он переехал туда, чтобы открыть магазин марки Ралле и управлять им. В 1856—1857 годах страдающий болезнью лёгких Ралле продал долю в предприятии своему партнёру по бизнесу Эмилю Бодрану (фр. Emile Baudrant) с условием сохранения имени предприятия и вернулся во Францию. Формально управление новообразованным «Товариществом „А. Ралле и Ко“» взял на себя директорат во главе с директором-распорядителем Эдуардом Бо (фр. Edouard Beaux, отцом Эрнеста Бо, создателя аромата Chanel No. 5), однако, вернувшийся в Москву в 1862 году Дюфтуа фактически контролировал компанию до самой смерти в 1897 году.
Рост производства парфюмерии сделал целесообразным самостоятельное изготовление флаконов. В 1864 году Дюфтуа приобрёл у Рождественской церкви 2 гектара земли на Большой Панской улице в Бутырской слободе и к 1865 году построил на ней хрустально-стекольный завод по проекту инженера-архитектора Александра Никифорова. Помимо изготовления ёмкостей для товаров «Товарищества „А. Ралле и Ко“» завод наладил выпуск строительного, промышленного и аптекарского стекла, лампад и хрустальной посуды. Часть продукции сбывалась через магазины фирмы Дюфтуа, главный из которых открылся на углу Маросейки и Златоустинского переулка. Развивая впоследствии производство в 1899 году фирма Ралле возвела новый фабричный городок на участке напротив завода Дюфтуа.

### Советский период
После Октябрьской революции 1917 года завод семьи Дюфтуа был национализирован, получил обозначение Хрустальный завод № 7, а затем имя в честь революционера и партийного деятеля Михаила Ивановича Калинина. Завод стал частью Государственного треста высшей парфюмерии жировой и костеобрабатывающей промышленности — советского предприятия, производившего разнообразную косметическую продукцию. Пострадавшие в годы переворота корпуса были возведены заново и потеряли архитектурную ценность. Фактически, производство на заводе возобновилось только к 1924 году.
В годы Великой Отечественной войны отправившихся на фронт мужчин сменили женщины, а завод переключился на обеспечение нужд фронта. Работа цехов не прекращалась несмотря на неоднократные попадания авиабомб на территорию завода. В конце 1940-х годов завод имени Калинина возобновил производство хрустальной посуды, а благодаря проведённой в 1977 году модернизации вышел на мощность в 100 тонн продукции в сутки.

### Постсоветский период
После распада Советского Союза хрустальный завод имени Калинина был реорганизован в акционерное общество закрытого типа «Парфюмфлакон» и продолжил работу. Однако без государственного финансирования предприятие с 500 рабочими вскоре оказалось на грани банкротства. Положение спасла французская парфюмерная компания «Comptoir de Parfum», выступившая с предложением о создании совместного предприятия со смешанным капиталом. Первые переговоры между прошли в январе 1993 года, в августе было учреждено совместное предприятие АОЗТ «Флакон: Москва — Париж», под управление которого перешёл завод.
«Контуар де Парфюм» вложилась в капитальный ремонт производственных линий: восстановление стеклоформующей машины и трёх стекловаренных печей и запуск новой печи. Завод вышел на производственную мощность в 90 миллионов флаконов в год, которые поставлялись на парфюмерные фабрики Москвы и других российских городов (в том числе «Новую зарю» и «Свободу», бывшую фабрику «Товарищества „А. Ралле и Ко“»), стран ближнего зарубежья и Франции. Но экономическая ситуация не дала производству развернуться и выйти в прибыль: к началу 2000-х годов хрустально-стекольный завод окончательно закрылся.
В 2005 году предприниматель Николай Матушевский, специализирующийся на скупке и редевелопменте территорий московских промышленных предприятий, выкупил завод у французских собственников. Предприниматель планировал полное перепрофилирование территории предприятия, снос сооружений и строительство делового центра, но отказался от проекта из-за начавшегося в 2008 году финансово-экономического кризиса. В 2009 году после вывоза устаревшего производственного оборудования, очистки территории и замены инженерных сетей в корпусах бывшего хрустального завода открылся торгово-офисный центр «Дизайн-завод „Флакон“».

### Книги
- Тип В., Безобразов В. П. Отчет о Всероссійской художественно-промышленной выставкѣ 1882 года в Москвѣ: Работы экспертных коммиссій. — 1883.
- Барановский Г. В. Юбилейный сборник свѣдѣний о дѣятельности бывших воспитанников института гражданских инженеров, 1842-1892. — СПб., 1892. — 400 с.
- Московский областной статистический отдел. Фабрики и заводы Московской области на 1928-29 год. — М., 1929. — 473 с. — ISBN 5-473-29.

### Статьи
- Гришин Н. Творческие метры // Секрет фирмы. — 2013. — № 3 (328). — С. 34—39.
- Денисова Н. Творческий порядок // Бизнес-журнал. — 2014. — № 12. — С. 71—75.